# الحفار (مسلسل)
مسلسل جاسوسية مصري وهي ملحمة واقعية من سجلات المخابرات العامة المصرية حول عملية الحفار في أبيدجان عام 1968 .

## قصة المسلسل
حاولت إسرائيل في فترة احتلالها لسيناء إحضار حفار للتنقيب عن البترول في سيناء فكانت مهمة المخابرات العامة المصرية بالتعاون مع القوات البحرية المصرية هي تدمير ذلك الحفار والعمل على منع وصوله لسيناء.

## بطولة
| - حسين فهمي:شوكت - يوسف شعبان:ماهر رسمي - مصطفى فهمي:شريف هاشم - هالة صدقي:سارة جولدشتاين - سماح أنور:سعاد الحكيم - وحيد سيف:عزوز المنتج | - حسين الشربيني:فرناندو عين لمعم - محمد الدفراوي:أمين - سوسن بدر:زوجة شريف - علي حسنين:ايزاك الإسرائيلي - لبلبة: لولا الممثلة - كرم مطاوع:المخرج فريد | - عايدة عبد العزيز:مس ليز - عزة بهاء:لونا بايرن - راندا عوض:ليز عين لمعم - مفيد عاشور:عزت بلال - أحمد صيام: إبراهيم سيد فرج الله - رجاء سراج:سيمون صاحبة فندق | - حسن حسين:سليم فودة - أحمد نبيل:مساعد زوجة فرناندو - حمزة الشيمي: اندرسون النيجيري - عبد الغني ناصر:قبطان إسرائيلي - سمير وحيد: ديفيد قبطان إسرائيلي |

بالاشتراك مع
| - أحمد فؤاد سليم: فؤاد حلمي - أحمد دياب: عمار عين لمعم - كنعان وصفي:فرنسوا صديق سارة - شادية عبد الحميد:زوجة فرناندو - أحمد حلاوة:مهندس ناقلة الحفار - محمد أبو العينين: قبطان إسرائيلي - وفاء عامر:ليليان صديقة شوكت - مجدي كامل:زكريا عين لمعم - أيمن الشيوي:نورمان زوج ليز - عزت بدران: أبو بكر السنغالي - شريف خير الله:مجدي ض.ب - حمدي هيكل:أحمد عبد السلام ض.ب - ياسر علي ماهر:مدحت ض.ب | - عبير عادل:مساعدة لولا - فاروق عيطه:ميخائل ألفريد ض.ب - طارق عبد الفتاح:سعيد سلامة ض.ب - عبد الحميد انيس:هر يجير - محمد خليل:موريس عين لمعم - لمياء الأمير: عين لمعم - فتحية عبد الغني - أيمن عزب:باهر عين للمعم - ناصر شاهين - جلال عبد القادر:قبطان مصري - عبد الهادي أنور - أحمد حجازي - محمود عامر | - طارق كامل:أحمد زين العابدين - عادل برهام:أرماندو - محمد الإدنداني:ناظر مدرسة - فاتن شعبان - قيس عبد الفتاح:رئيس تحرير هولندي - محمود الحفناوي:عبده السائق - مديحة أنور - يوسف فوزي:جون إسرائيلي - عبد الرحيم حسن - ياسر الباسل - خالد العيسوي - هشام جمعة - جمال إبراهيم | - جلال عثمان:علي السنغالي - محمد دسوقي - عماد العروسي - شريف صبحي:جورج - حلمي فودة:بازيلي سنغال - حسام الشربيني - عبد الله مراد - شريف عواد:موظف جوازات فرنسي - محمد رضوان: عازر حنا من الصواريخ - عطية داود - صلاح حفني - عصام الشويخ - جمال الفيشاوي - فوزية عزت | - إيناس شلبي - أحمد عمار - باسم محفوظ - عمرو هشام - مهدي أبو شعيرة - أحمد عبد المنعم - يحيى أحمد - ماجد الكدواني: سعد إبراهيم من الصواريخ - شريف حلمي - أحمد الطماني - خالد جمال الدين - جمال الفيشاوي - السيد عبد الرحمن | - المعتز بالله سيد - أحمد كمالي:والد لولا - كاظم شعبان - محمد عبد الخالق - راغب تعاريت - أحمد يوسف - مهدي عباس - كمال الألفي:خوسيه - مصطفى درويش:قبطان إسرائيلي - محمد أحمد فتحي: طفل - مهاب محمد سامي: طفل |

- معم=المخابرات العامة المصرية
- ض.ب: ضفدع بشري مصري